# テリー・グロス

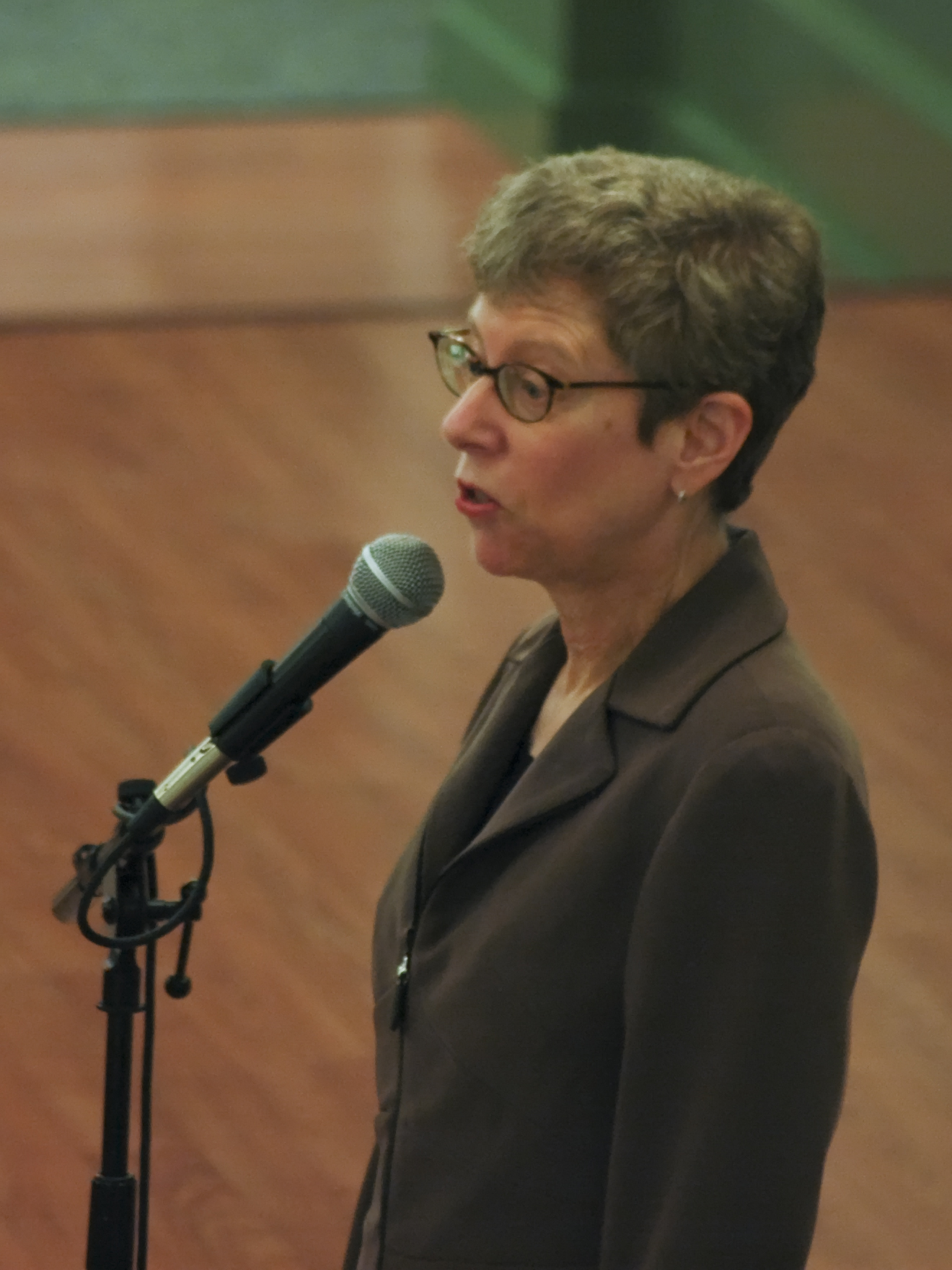
講演で話すグロス

テリー・グロス（英語: Terry Gross、1951年2月14日）は、アメリカのジャーナリスト。フィラデルフィアのWHYY-FMが制作してNPRがアメリカ全国に配信している、インタビューベースのラジオ番組Fresh Airのホスト兼エグゼクティブプロデューサーである。1975年にNPRに入社して以来、数千人のゲストに対してインタビューを行ってきた。
グロスは、控えめでフレンドリーでありながら徹底した事前準備を行ったインタビュースタイルと、ゲストの多様性から、長年にわたって賞賛を集めてきた。彼女は主にインタビューの前夜にゲストの作品を幅広く調査し、ゲストの初期のキャリアについて思いがけないような質問をすることで定評がある。

## 若年期
テリー・グロスはニューヨーク州のブルックリンで生まれた。速記者であるAnne（Abrams） Grossと、帽子作りの家業の元で帽子職人向けの生地の販売をしていたIrving Grossの第2子として生まれ、シープスヘッドベイ区の近くで育てられた。彼女はユダヤ人の家族に育てられ、祖父は全員が移民だった。父方の祖父はタルヌフの出身で、母方の祖父はロシア帝国の出身である 。地元のランドマークであるSenior's Restaurantの近くのアパートに家族で暮らしていたと話している。子供の頃は、ブルックリンの強いアクセントがなかったことから、人から他の地域の生まれだと思われ、出身地をよく尋ねられた。Leon J. Grossという兄が一人おり、心理測定学のコンサルタントとして働いている。
1968年、グロスはSheepshead Bay High Schoolを卒業した。ニューヨーク州立大学バッファロー校では、英語学の分野で学士を取得し、コミュニケーション分野で教育学のMaster of Educationの学位を取得した。大学では、同じ大学に通っていた高校時代からのボーイフレンドと結婚したが、後に離婚した。全国をヒッチハイクで旅行するために1年間休学している。
1972年にバッファロー都心部の公立中学校で8年生の教師の仕事を始めた。当時は特に教室内の生徒をまとめる教師としての技能が十分に身に付いていなかったため、たった6週間で解雇されてしまった。

## キャリア
グロスは、CPBが支援するNPRの 大学ラジオ局の1つであるWBFOで1973年にラジオ局でのキャリアを始め、ニューヨーク州立大学バッファロー校のMain Street CampusからWoman Powerという番組のボランティアとしてラジオ放送の仕事を始め、その後This is Radioの共同ホストになった。この番組では、主に女性の権利や公共の問題が取り上げられた。
1975年にフィラデルフィアのWHYY-FMに移動し、Fresh Airのホスト兼プロデューサーを務めるようになった。当初は、地元のインタビュー番組だった。1985年、NPRによって毎週アメリカ全土に配信が行われるようになると、Fresh Air with Terry Grossは全国的にも知られるようになった。通常、インタビューはフィラデルフィアのWHYY-FMスタジオにいるグロスと、電話や衛星放送で接続された地元のNPR系列局のスタジオ間でリモートで行われ、対面では行われない。通常2人のインタビューを含む1時間程度の番組が製作され、190以上のNPRのラジオ局で配信される。毎日、数百万人のリスナーに視聴されている。現在グロスの番組を手掛けているプロデューサーやスタッフの多くは、1970年代後半〜1980年代から彼女と共に仕事をしている。

## 受賞
- 1981: Corporation for Public Broadcasting Award for Best Live Radio Program
- 1987: Ohio State Award
- 1989: Drexel University, Honorary Doctor of Letters[1]
- 1993: SUNY–Buffalo, Distinguished Alumni Award
- 1994: Peabody Award
- 1998: Haverford College, Doctor of Letters
- 1999: The Foundation of American Women In Radio and Television's Gracie Allen Award（英語版）, category: National Network Radio Personality
- 2002: Princeton University, Honorary Doctor of Humanities degree
- 2003: Corporation for Public Broadcasting's Edward R. Murrow Award（英語版）[23]
- 2007: Literarian Award, a lifetime achievement award given by the National Book Foundation（英語版）
- 2007: SUNY–Buffalo, Doctor of Humane Letters
- 2008: Columbia University's Graduate School of Journalism, Columbia Journalism Award
- 2011: Authors Guild Award for Distinguished Service to the Literary Community
- 2012: Inducted into the Radio Hall of Fame（英語版）
- 2015: National Humanities Medal（英語版）[24]

## 作品と出版物

### 単行本
- Gross, Terry. All I Did Was Ask: Conversations with Writers, Actors, Musicians, and Artists. New York: Hyperion, 2004. ISBN 978-1-401-30010-4, ISBN 978-0-316-29123-1. OCLC 54459942, 56951611, 883328360.

### 音声
- Gross, Terry. Fresh Air on Stage and Screen. [Washington, D.C.]: National Public Radio, 1998, 1996. Two sound cassettes. ISBN 978-0-966-46051-3. OCLC 41434003, 52244128.
  - Tape 1. Mel Brooks, Nicolas Cage, Michael Caine, Francis Ford Coppola, Robert Duvall, Laurence Fishburne, Ed Harris, Jeremy Irons, Nathan Lane, Mercedes McCambridge, Wallace Shawn/André Gregory
  - Tape 2. André Braugher, Divine, Faye Dunaway, Clint Eastwood, Dennis Franz, Audrey Hepburn, Dennis Hopper, Samuel L. Jackson, Harvey Keitel, Tracey Ullman
- Gross, Terry. Fresh Air on Stage and Screen. Vol. 2. [Washington, D.C.]: National Public Radio, 2000. Three CDs. ISBN 978-0-966-46053-7. OCLC 49194657, 780289464, 883328360.
  - David Chase, John Cusack, Catherine Deneuve, Peter Fonda, Gene Hackman, Uta Hagen, Werner Herzog, Dustin Hoffman, Anjelica Huston, Samuel L. Jackson, David Mamet, Bill Murray, Diane Keaton, Al Pacino, Sidney Poitier, Clarence Williams III, James Woods
- Gross, Terry. Laughs: Fresh Air with Terry Gross [Terry Gross Interviews 21 Stars of Comedy]. Philadelphia, PA: WHYY, 2003, 2004. Three CDs. ISBN 978-1-565-11919-2. OCLC 317883413, 56913808.
  - Disc 1: Ahmed Ahmed & Maz Jobrani, Al Franken, Bill Maher, Conan O'Brien, Richard Pryor, Martin Short, Tracey Ullman
  - Disc 2: Richard Belzer, Drew Carey, Larry David, Carol Leifer, Jon Lovitz, Colin Quinn, Chris Rock
  - Disc 3: Phyllis Diller, Jay Leno, Jackie Mason, Bob Newhart, Joan Rivers, Henny Youngman
- Gross, Terry, et al. Fresh Air with Terry Gross. Terry Gross Interviews 11 Stars of Stage & Screen. [Minneapolis, Minn.]: HighBridge, 2007, 2014. Two CDs. ISBN 978-1-598-87069-5. OCLC 893037211.
  - Dave Chappelle, George Clooney, Stephen Colbert, David Cronenberg, Tim Curry, Jodie Foster, Lisa Kudrow, CCH Pounder, Thelma Schoonmaker, Billy Bob Thornton, Robin Williams
- Gross, Terry. Fresh Air with Terry Gross. Faith, Reason & Doubt. [Minneapolis, Minn.]: Highbridge Co., 2008. Three CDs. ISBN 978-1-598-87533-1. OCLC 154744053, 893037213.
  - Disc 1. Karen Armstrong, Pastor John Hagee, Tim LaHaye, Julia Sweeney, Michael Wex
  - Disc 2. Richard Dawkins, Francis Collins, Barbara Brown Taylor, Steven Waldman, Shalom Auslander
  - Disc 3. Akbar Ahmed, James H. Cone, Khaled Abou El Fadl, Reynolds Price, Bishop Gene Robinson
- Gross, Terry. Fresh Air with Terry Gross Funny People: More Interviews with Stars of Comedy. Minneapolis, Minn: Highbridge, 2010. Two CDs. ISBN 978-1-598-87897-4. OCLC 464583118.

### 動画
- 2012: Birbiglia, Mike. Fresh Air 2: 2 Fresh 2 Furious (short film).[25]